# Paradoris mulciber
Paradoris mulciber é uma espécie de lesma do mar do clado Nudibranchia, um molusco gastrópode marinho sem concha da família Discodorididae. Descrita originalmente por Eveline Marcus em 1971 como Discodoris mulciber, a espécie é conhecida por sua excelente camuflagem, que a faz mimetizar a aparência das esponjas das quais se alimenta.

## Descrição morfológica
Paradoris mulciber é um nudibrânquio de corpo ovalado e achatado, que pode atingir até 40 milímetros de comprimento. O manto cobre todo o corpo e possui uma textura aveludada, coberta por numerosos tubérculos pequenos e densos, o que lhe confere uma aparência áspera e granulada. A coloração é extremamente variável, indo do amarelo-pálido ao marrom-escuro, geralmente com manchas irregulares mais claras ou escuras, imitando a superfície da esponja sobre a qual vive e se alimenta.
Os rinóforos (órgãos sensoriais quimiossensoriais no dorso) são lamelares e retráteis, assim como as brânquias, que formam um tufo na parte posterior do corpo. A coloração desses órgãos geralmente acompanha a do corpo, mas pode ser ligeiramente mais escura.

## Distribuição e habitat
Paradoris mulciber possui uma distribuição anfi-atlântica, sendo encontrada tanto no Atlântico Ocidental quanto no Oriental. No lado ocidental, ocorre desde a Flórida (EUA) e o Caribe até o sul do Brasil. No lado oriental, há registros para as ilhas de Cabo Verde. No Brasil, a espécie é registrada ao longo da costa, do Ceará a São Paulo.
Habita principalmente o infralitoral rochoso e recifes de coral, em profundidades rasas, geralmente vivendo sob rochas ou diretamente sobre as esponjas que servem de alimento.

## Biologia e ecologia

### Alimentação
A dieta de Paradoris mulciber é especializada. A espécie se alimenta exclusivamente de esponjas da ordem Keratosa, especificamente de espécies do gênero Spongionella. Sua coloração críptica e a textura do manto são adaptações que proporcionam uma camuflagem altamente eficaz contra predadores enquanto se alimenta.

### Reprodução
Como todos os nudibrânquios, Paradoris mulciber é hermafrodita simultâneo, possuindo órgãos reprodutivos de ambos os sexos. No entanto, a autofecundação não ocorre, e os indivíduos precisam acasalar para trocar espermatozoides. A desova consiste em uma fita de ovos em formato de espiral ou roseta, que é depositada sobre o substrato, geralmente próximo ou sobre sua esponja-alimento. Os ovos são pequenos e de cor amarelada ou esbranquiçada.

## Estado de conservação
A espécie Não foi Avaliada (NE) pela União Internacional para a Conservação da Natureza (IUCN). A falta de dados populacionais e o conhecimento ainda limitado sobre a distribuição detalhada de muitas espécies de nudibrânquios impedem uma avaliação formal de seu risco de extinção. A principal ameaça a Paradoris mulciber está ligada à saúde de seus habitats recifais e à disponibilidade de suas esponjas-alimento, que são sensíveis a mudanças na qualidade da água, poluição e aumento da temperatura do mar.